# آدام سن
ادوارد آدام سن (انگلیسی: Edward Adam Senn؛ زادهٔ ۱۰ آوریل ۱۹۸۴) یک مدل آمریکایی، هنرپیشه و رستوران‌دار است.
او یک مدل مناسب از دبیرستان شد و در برنامه‌های تلویزیونی، موزیک ویدیوها و فیلم‌ها ظاهر شد. او همچنین صاحب یک رستوران در نیویورک است. آدم در حال حاضر یک عضو از بازیگران مجموعه تلویزیونی Hit the Floor است.

## حرفه

### زمینه
آدام سن در پاریس، فرانسه زاده شد. او در اطراف شهر هیوستون شوگرلند، تگزاس بزرگ شد.

## دیگر منافع
در سال ۲۰۱۰، آدام سن یک رستوران به نام "Il Bastardo" در شهر نیویورک باز کرد.